# Kärlek - så gör vi. Brev till Inge och Sten
Kärlek - så gör vi. Brev till Inge och Sten är en svensk film från 1972 i regi av Torgny Wickman.

## Handling
Inge och Sten Hegeler diskuterar en del av de brev de har fått från människor över hela världen med sexualfrågor. Några av breven besvaras och illustreras av skådespelare.

## Om filmen
Filmen premiärvisades 9 oktober 1972 i Stockholm. Filmen spelades in i Inge och Sten Hegelers sommartorp utanför Värnamo, av Tony Forsberg och Max Wilén.  

## Roller i urval
- Inge Hegeler - sexualrådgivare
- Sten Hegeler - sexualrådgivare
- Berit Agedal - medverkande i illustrationsavsnitt
- Bo Halldoff - medverkande i illustrationsavsnitt
- Christine Gyhagen - medverkande i illustrationsavsnitt
- Rune Hallberg - medverkande i illustrationsavsnitt
- Gösta Krantz - medverkande i illustrationsavsnitt
- Jack Bjurquist - medverkande i illustrationsavsnitt
- Maija-Liisa Bjurquist - medverkande i illustrationsavsnitt
- Christer Holmgren - medverkande i illustrationsavsnitt
- Birgitta Molin - medverkande i illustrationsavsnitt
- Lasse Lundberg - medverkande i illustrationsavsnitt
- Lars Lennartsson - medverkande i illustrationsavsnitt
- Karin Miller - medverkande i illustrationsavsnitt
- Evert Granholm - medverkande i illustrationsavsnitt

## Filmmusik i urval
- Flöjtmusiken i filmen framfördes av Flemming Löth
- Bond Street Blues, kompositör Jack Arel och Jean-Claude Petit
- Rag March, kompositör Jack Arel och Jean-Claude Petit
- Charley's Story, kompositör Jack Arel och Pierre Dutour
- Following You, kompositör Jack Arel och Pierre Dutour
- Picture of Summer', kompositör Jack Arel och Pierre Dutour
- Tracking', kompositör Jack Arel och Pierre Dutour
- Country Morning, kompositör Roger Webb och Barbara Moore
- Daisy Bird, kompositör Roger Webb och Barbara Moore
- A Paler Shade, kompositör Sam Fonteyn
- Pop Goes to Church, kompositör Sam Fonteyn
- Scenes From the Twenties, kompositör Sam Fonteyn
- Sicilienne, kompositör Fr. de Boisvallée
- Mood Two, kompositör John Barry
- Summer Idyll, kompositör Eddie Thomas